# Каштакский бор
Каштакский бор — бор, находящийся в Челябинской области.
Имеет статус лесопарка с 1976 года. Площадь памятника природы составляет 2772,0 гектара, в том числе в черте города Челябинска 1085,0 гектара, в границах Сосновского района 1687,0 гектара.

## Расположение
Расположен к северу от Челябинска, прилегает к Металлургическому району города.
Находится на правом берегу реки Миасс. Имеет холмисто-увалистый рельеф.

## Флора
Древостой главным образом одноярусный, разреженный. Преобладает сосна обыкновенная с примесью берёзы повислой, в понижениях растут осина и берёза пушистая. Также в последние годы высажены дуб обыкновенный и ясенелистный клён.
В подлеске преобладают кизильник черноплодный, ракитник, малина и шиповник коричный. Травяной покров многоярусный: борщевик сибирский, вейник тростниковый, колокольчик, василистник малый, подмаренник, костяника и др.

## Фауна
Животный мир обычен для лесостепных боров. Обитают заяц-беляк, белка, крот, суслик, редкая амфибия — сибирский углозуб.

## Объекты
На территории лесопарка расположен центр отдыха «Каштакский бор».